# 山东师范大学附属中学
山东师范大学附属中学（简称：山师附中）创立于1950年10月，是位于中华人民共和国山东省济南市的一所省级重点高级中学。学校每年学科竞赛报送人数及高考入学率方面均居济南市和全省前列。

## 学校历史
学校的前身是创建于1950年10月的山东工农速成中学，校址在济南市南新街。1952年，学校更名为山东省第一工农速成中学。因上级要求各速成中学附设于有关大学，1953年学校更名为山东师范学院附设工农速成中学。1955年速成中学停止招生，学校改名为山东师范学院附属中学，招生对象也由干部学院专为小学和初中毕业生。1959年，学校由花园庄迁至山师北街1号现本部校址。因山东师范学院一度迁往聊城市，学校在1969年至1978年改名为山东省济南市第三十中学，1978年又恢复为山东师范学院附属中学。1983年学校改名为山东师范大学附属中学。1985年停止招收初中生，1988年起学校成为只有高中学生的高级中学。2007年，学校位于济南市幸福柳的新校区启用。

## 师资队伍
截止至2024年7月，附中现有教职工324人，其中特级教师4人，正高级教师4人，高级教师203人，全国优秀教师1人及硕士研究生导师53人。

## 教学成果
学校多年来高考升学率，本科上线率均居济南市前列，并曾创下连续五年本科上线率济南市第一的成绩。学校有近千人次参加各项学科竞赛，获得国际奥林匹克学科竞赛奖牌6枚。从2000年到2023年，学校共获得全国信息学奥林匹克竞赛决赛（NOI）3枚金牌，9枚银牌，12枚铜牌。

## 国际课程
在山东省教育厅审核并备案后，山师附中国际部于2014年起对外招生。国际部日常教授AP及A-Level课程。同时，附中国际部也为ACT考试、AST考试、欧几里得数学竞赛、以及ASDAN竞赛在济南的官方考点。

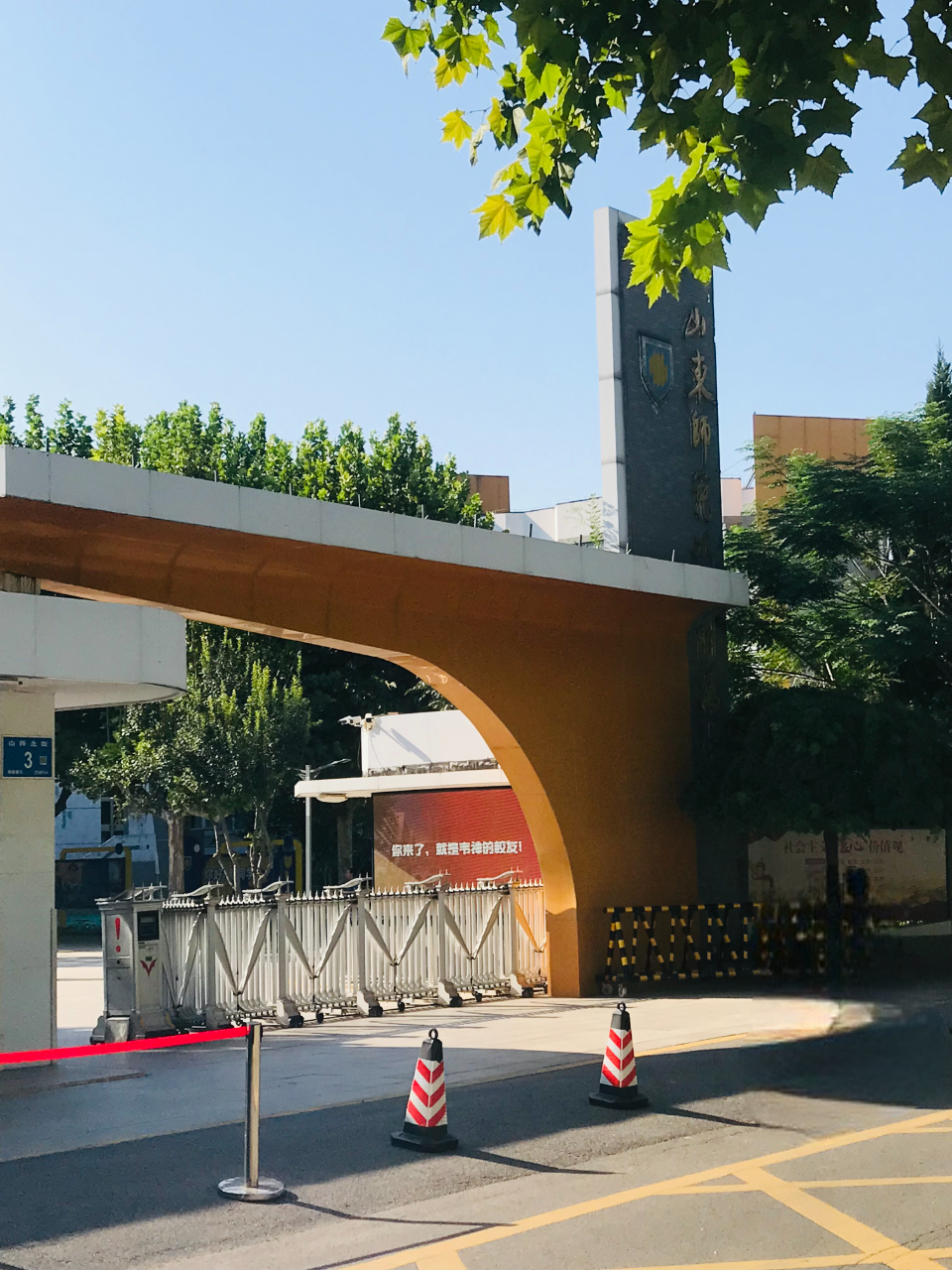
山师附中正门

学校与多个国家的学校结为友好学校，包括：美国康涅迪格州姐妹学校、澳大利亚阿德莱德王子学校、澳大利亚维德内斯学校等。

## 历任校长
- 崔硕星（1950-1952.4）
- 王苇塘（1952.5-1952.12）
- 张绍军（1954.10-）
- 王彬（1958.6-1959.1）
- 刘仲璜（1962.11）
- 靳兰生（1974.6-1977.12）
- 张子新（1978-1985.3）
- 马钦哉（1985.4-1988.1）
- 安增寿（1988.1-1990.9）
- 卢伯栓（1990.9-1996.4）
- 于树增（1996.4-）
- 王玉璋（-2019.6）
- 荆兆荆（2019.6-2022.8）
- 苗禾鸣（2022.8-至今）[9]

## 知名校友
- 何启伟：59 届毕业生，山东省农科院蔬菜研究所所长。
- 张青林：59 届毕业生，曾任山东省卫生厅厅长。
- 江守礼：61 届毕业生，山东大学教授、博士生导师。
- 张全新：66届毕业生。中共山东省委讲师团副团长、山东干部函授大学常务副校长。
- 于刚：68届毕业生，现任中共山东省委组织部常务副部长。
- 杨学增：68届毕业生。聊城市副市长。
- 臧旭恒：71 届毕业生，山东大学教授、博士生导师。
- 刘爱民：71届毕业生。山东省老龄委员会办公室副主任。
- 范晓艺：72届毕业生。山东歌舞剧院歌舞团副团长，男中音歌唱家，国家一级演员。
- 原元：75届毕业生。博士，美国加州州立大学美国文学系主任，收入1998年美国《百人名人录》。
- 曹雪涛：81 届毕业生，中国工程院院士。
- 韦东奕：第 49 届、第 50 届国际数学奥林匹克（IMO）满分、金牌第一名。
- 梁艳 (主播)：中央电视台新闻主播。
- 孙春晓：中共邹城市委副书记。
- 殷铁生：原山东泰山足球队主教练、领队;现任山东省足球管理中心副主任，中国青年女足主教练。